# 胶西县 (北宋)
胶西县，中国古县名。
北宋元祐三年（1088年）升高密县板桥镇置，治所在今山东省胶州市。宋代百货辐辏，为对外贸易主要港口，置市舶司。元朝为胶州治。明朝初年，省入胶州。